# Frank Converse
Frank Converse (né le 22 mai 1938 à Saint-Louis dans le Missouri) est un acteur américain.

## Filmographie  sélective

### Cinéma
- 1967 : Que vienne la nuit de Otto Preminger : révérend Clem De Lavery
- 1967 : Sept secondes en enfer de John Sturges : marshal Virgil Earp
- 1972 : The Rowdyman de Peter Carter : Andrew Scott
- 1981 : The Pilot (en) de Cliff Robertson : Jim Cochran
- 1981 : The Bushido Blade de Tsugunobu Kotani : capitaine Lawrence Hawk
- 1982 : Spring Fever  de Joseph L. Scanlan : Lewis Berryman
- 1990 : Chacun sa chance de Karel Reisz : Charley Haggerty
- 1992 : Primary Motive (en) de Daniel Adams : John Eastham

### Télévision

#### Séries télévisées
- 1966 : Hawk, l'oiseau de nuit : H Is a Dirty Letter (saison 1 épisode 13): Val
- 1970 : La Nouvelle Équipe : Should Auld Acquaintance Be Forgot ! (saison 2 épisode 25) : Warren Loring
- 1971 : Sur la piste du crime  : Death on Sunday (saison 7 épisode 1) : Paul Talbot
- 1972 : Le Sixième Sens : Whisper of Evil (saison 1 épisode 11) : Perry Singleton
- 1972 : Sur la piste du crime  : Canyon of No Return (saison 8 épisode 11) : Gregson
- 1973 : Columbo : Requiem pour une star : Mr. Fallon
- 1973 : Ghost Story : Earth, Air, Fire and Water (saison 1 épisode 16) : Sam Richards
- 1974 : L'aventure est au bout de la route (Movin' On) (2 saisons de 23 épisodes, 1974 - 1976) : Will Chandler
- 1976 : Starsky et Hutch  : L'étrangleur de Las Vegas (The Las Vegas Strangler) (saison  2 épisode 1) : Jack Mitchell
- 1978 : Les Têtes brûlées : Le Prisonnier de sa gloire (Hotshot) (saison 2 épisode 12) : le Major Burton Cannon
- 1981 : L'Île fantastique : Romance en trois temps / La Maison de toutes les angoisses (Night of the Tormented Soul / Romance Times Three) (saison 5 épisode 9) : Tony Edwards
- 1984 : Bizarre, bizarre : Drôle d'oiseau (Bird of Prey)  (saison 7 épisode 10) : Jack
- 1985 : Magnum : Les vents de Kona (The Kona Winds) (saison 6 épisode 4) : Sam Henderson
- 1985 : Equalizer : Chacun chez soi (Back Home) (saison 1 épisode 13) : Guthrie Browne
- 1991 : New York, police judiciaire : Un Moment de Gloire (His Hour upon the Stage) (saison 2 épisode 11) : Gary Wallace
- 1996 : New York, police judiciaire : Croisière Pour l'au-delà (Corpus Delicti) (saison 6 épisode 11) : Lyle Christopher
- 1999 : New York, police judiciaire : Le Poids d'une amitié (Admissions) (saison 8 épisode 22) : M. Kelly
- 2004 : New York, police judiciaire : Le Roi du caviar (Caviar Emptor) (saison 14 épisode 23) : Stable Manager
- 2008 : New York, police judiciaire : Quand Tout S'écroule (Falling) (saison 19 épisode 4) : Wayne Hardy

#### Téléfilms
- 1977 : Navire en détresse de Philip Leacock : Dr Paul Jeffries
- 1978 : La Croisière maudite de Bruce Kessler : Matt Lazarus
- 1980 : Marilyn, une vie inachevée de John Flynn et Jack Arnold : Joe DiMaggio
- 1990 : La Femme blessée (titre original : Voices Within: The Lives of Truddi Chase) de Lamont Johnson : Peter Morgan